# Pannujärvi
Pannujärvi är en sjö i kommunen Tavastehus i landskapet Egentliga Tavastland i Finland. Sjön ligger 126,9 meter över havet. Arean är 36 hektar och strandlinjen är 3,49 kilometer lång. Sjön  ingår i Kumo älvs huvudavrinningsområde.   Den ligger omkring 20 km nordöst om Tavastehus och omkring 100 km norr om Helsingfors. 